# Euphyia unidentaroides
Euphyia unidentaroides là một loài bướm đêm trong họ Geometridae.